# Лондонские ирландские стрелки
Лондонские ирландские стрелки (англ. London Irish Rifles) — британский добровольческий стрелковый полк в составе Британской армии. В настоящее время представляет собой роту D (Лондонских ирландских стрелков) Лондонского полка и входит в Армейский резерв.

## История

### 1859—1914

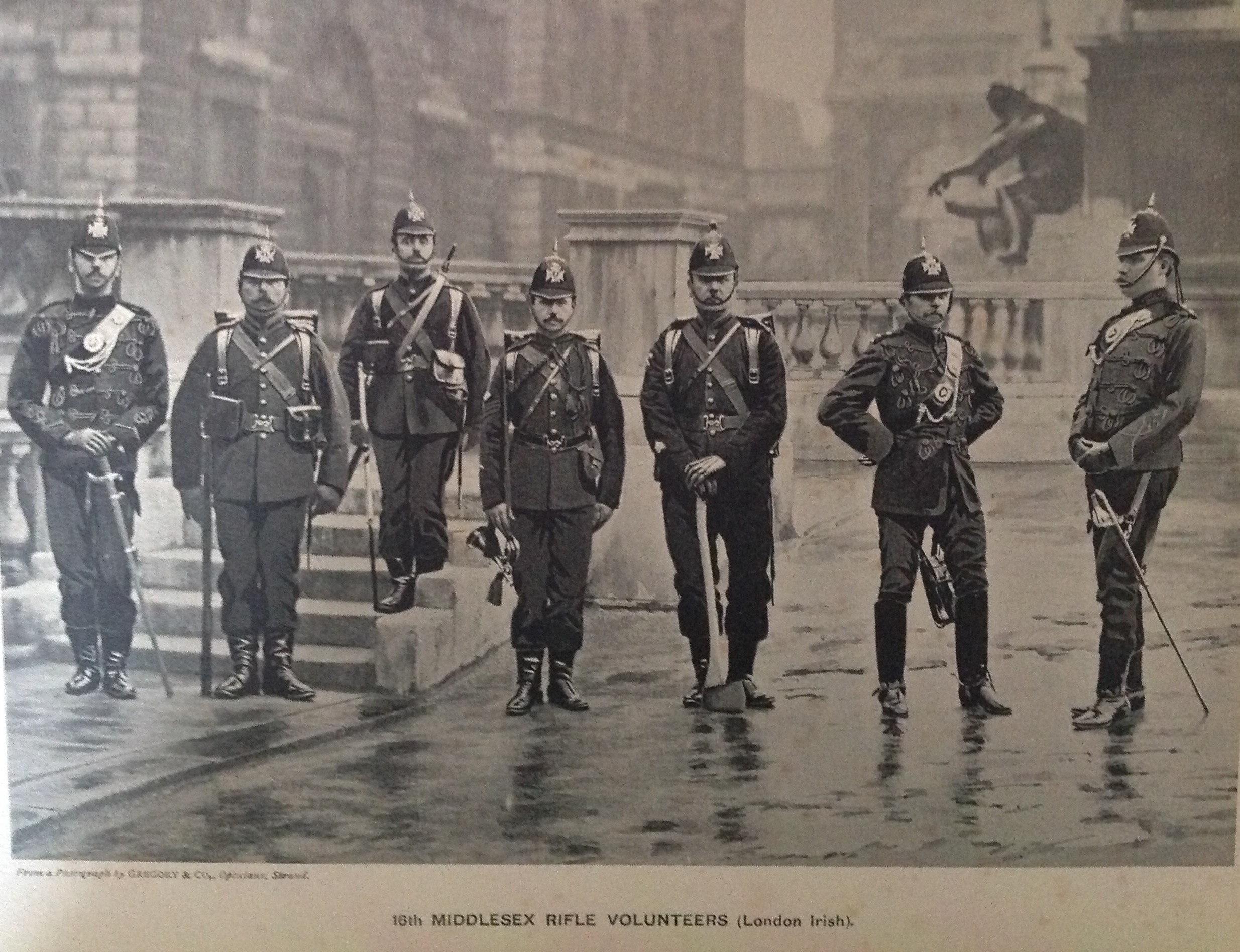
18-й Миддлсексский добровольческий стрелковый корпус Лондонских ирландцев, около 1895 года

Полк Лондонских ирландских стрелков был образован в 1859 году в разгар Викторианского добровольческого движения как 28-й Миддлсексский (Лондонский ирландский) стрелковый добровольческий корпус (англ. 28th Middlesex (London Irish) Rifle Volunteer Corps). 8 офицеров и 208 солдат сражались в составе одного из батальонов полка в Англо-бурской войне. Капитан Э. Дж. Конкэннон был награждён орденом «За выдающиеся заслуги», а в знак заслуг полка перед Британской армией ему были отданы первые воинские почести в виде нанесения на знамя наименования кампании South Africa, 1900-1902. С 1908 года Лондонские ирландские стрелки числились в составе Территориальных сил как 18-й (Лондонского графства) батальон Лондонского полка (Лондонских ирландских стрелков).

### Первая мировая война

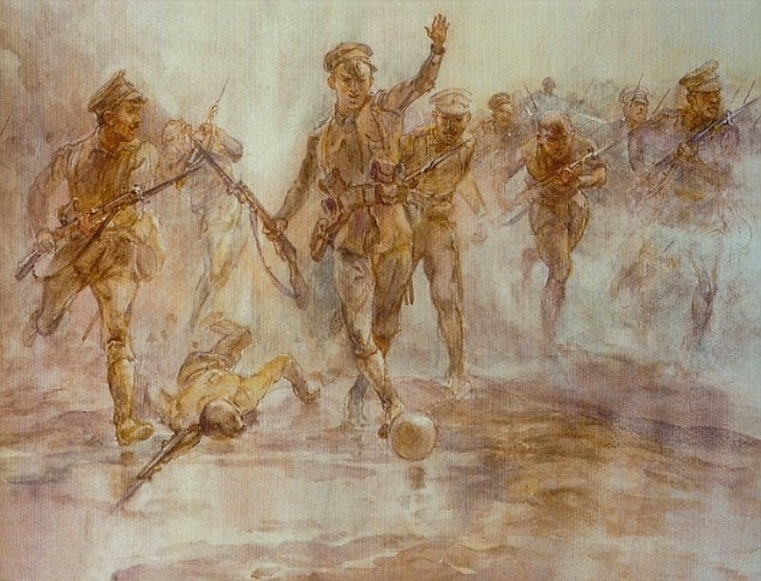
Леди Батлер. Лондонские ирландцы под Лосом, 1916

В августе 1914 года, в начале Первой мировой войны был мобилизован 1-й батальон в штаб-квартире герцога Йоркского. Он высадился в составе 141-й (5-й Лондонской) пехотной бригады 47-й (1/2-й Лондонской) пехотной дивизии в Гавре. В июне 1916 года во Франции появился 2-й батальон полка в составе 180-й (2/5-й Лондонской) пехотной бригады 60-й (2/2-й Лондонской) пехотной дивизией; с декабря 1916 года по июнь 1917 года он воевал на Салоникском фронте, а затем присоединился к Египетским экспедиционным силам, шедшим на Иерихон.
1-й батальон особенно проявил себя в битве при Лосе: 25 сентября 1915 года солдаты готовились атаковать участок «Ничьей земли» для захвата вражеских позиций. Стрелок Фрэнк Эдвардс, капитан футбольной команды батальона, выбил перед своей командой мяч и дал сигнал солдатам идти вперёд на штурм немецких позиций. Среди очевидцев поступка Эдвардса был его сослуживец, поэт Патрик МакГилл, оставивший воспоминания об этом событии. Известны имена трёх солдат, участвовавших в штурме: Микки Милехам (англ. Micky Mileham), Билл Тейлор (англ. Bill Taylor) и Уолтер «Джимми» Далби (англ. Walter «Jimmy» Dalby). Многие солдаты погибли: Эдвардс был ранен в бедро, но ему спасли жизнь.
Всего за годы войны погибло 1016 солдат и офицеров, служивших в то время в полку Лондонских ирландцев. Одним из них был Артур Джейкоб, которого по ошибке считали убитым Джоном Киплингом, сыном поэта и писателя Редьярда Киплинга.

### Межвоенные годы
После завершения войны полк был значительно сокращён, а в мае 1919 года расформирован в Филикстоу. В феврале 1920 года полк был восстановлен на основе того же 18-го батальона Лондонского полка в составе 47-й (2-й Лондонской) пехотной дивизии из Территориальной армии. В 1923 году он стал называться просто 18-м Лондонским полком (Лондонских ирландских стрелков) (англ. 18th London Regiment (London Irish Rifles)). После расформирования Лондонского полка в 1937 году отряд стал называться Лондонскими ирландскими стрелками и стал дружественным для Королевских ольстерских стрелков подразделением, в составе которого некогда был в качестве батальона, а после расформирования 47-й дивизии был переведён в 169-ю (3-ю Лондонскую) пехотную бригаду 56-й (1-й Лондонской) пехотной дивизии.

### Вторая мировая война

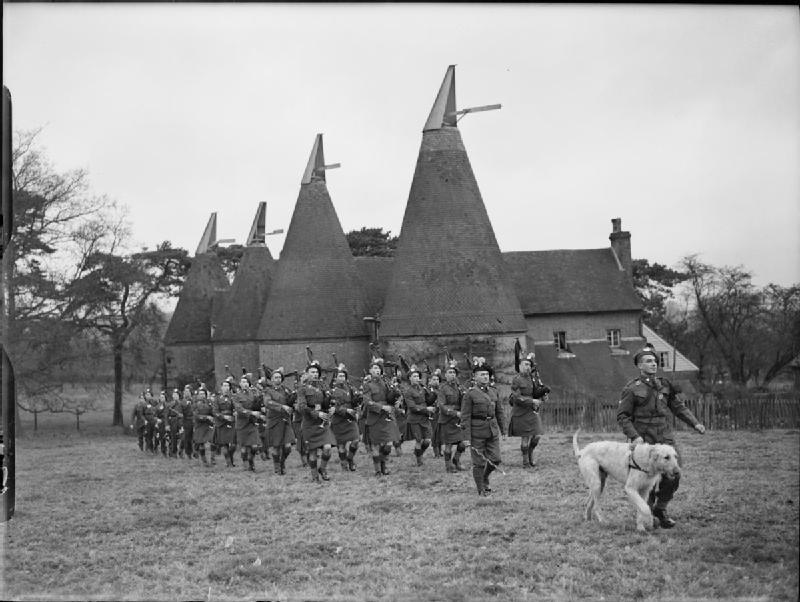
Оркестр волынщиков Лондонских ирландских стрелков на параде с ирландским волкодавом в Роял-Танбридж-Уэллс 31 декабря 1940 года

В апреле 1939 года численность Территориальной армии была удвоена, а 2-й батальон Лондонских ирландских стрелков был расширен и вошёл в состав 140-й (4-й Лондонской) пехотной бригады 2-й Лондонской пехотной дивизии, которая служила в качестве источника резерва для 1-й Лондонской пехотной дивизии. В 1940 году был образован 70-й молодёжный батальон, костяк которого составляли юные добровольцы в возрасте от 18 до 19 с половиной лет. Целью батальона служила подготовка высокопрофессиональных солдат, которые могли бы служить в 1-м или 2-м батальоне полка Лондонских ирландских стрелков; расформирован он был в январе 1943 года. Рота 1-го батальона в сентябре 1940 года участвовала в бою у Грэвени-Марш — одном из немногих сухопутных сражений на Британских островах между британцами и немцами, когда в плен были взяты четыре члена экипажа подбитого Junkers Ju 88.

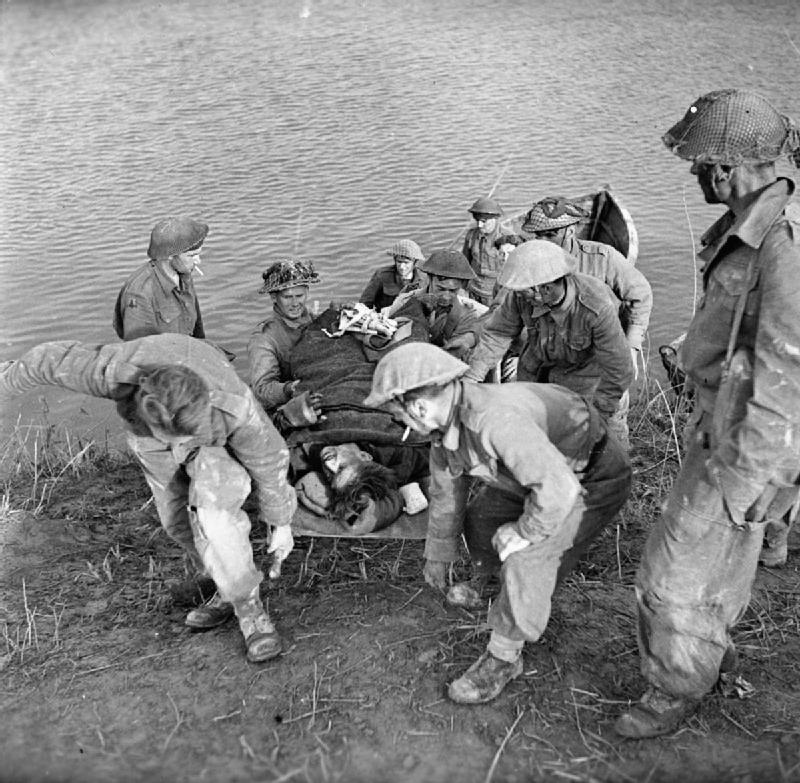
Раненый солдат роты C 1-го батальона Лондонских ирландских стрелков на переправе в Италии, 6 апреля 1945 года

1-й батальон Лондонских ирландских стрелков стал костяком для 1-й Лондонской пехотной бригады, вошедшей в состав 1-й Лондонской пехотной дивизии. В ноябре 1940 года этот же батальон был переведён во 2-ю (позже 168-ю) Лондонскую пехотную бригаду в связи с переименованием 1-й Лондонской дивизии в 56-ю. С самого начала войны и до июля 1942 года батальон проходил подготовку преимущественно на юго-востоке Англии, после чего в августе отправился на Ближний Восток. В апреле 1943 года вся 168-я бригада включена временно в состав 50-й Нортумбрийской пехотной дивизии, которая участвовала в Сицилийской операции. С октября 1943 года батальон воевал в 56-й пехотной дивизии в Италии, участвуя в таких сражениях Итальянской кампании, как при Фоссо-Боттачетто (юг Катании), Монте-Камино и Монте-Дамьяно, в переправе через Гаральяно во время битвы под Монте-Кассино и сражения за Априлию, в прорыве Готской линии обороны немцев. В составе 167-й бригады сыграл решающую роль в успешном наступлении апреля 1945 года, завершившем Северо-Итальянскую операцию. 1-й батальон потерял в одной только битве на побережье Анцио 600 солдат и офицеров убитыми, ранеными и пропавшими без вести; всего около 700 солдат Лондонских ирландских стрелков погибли в годы войны.

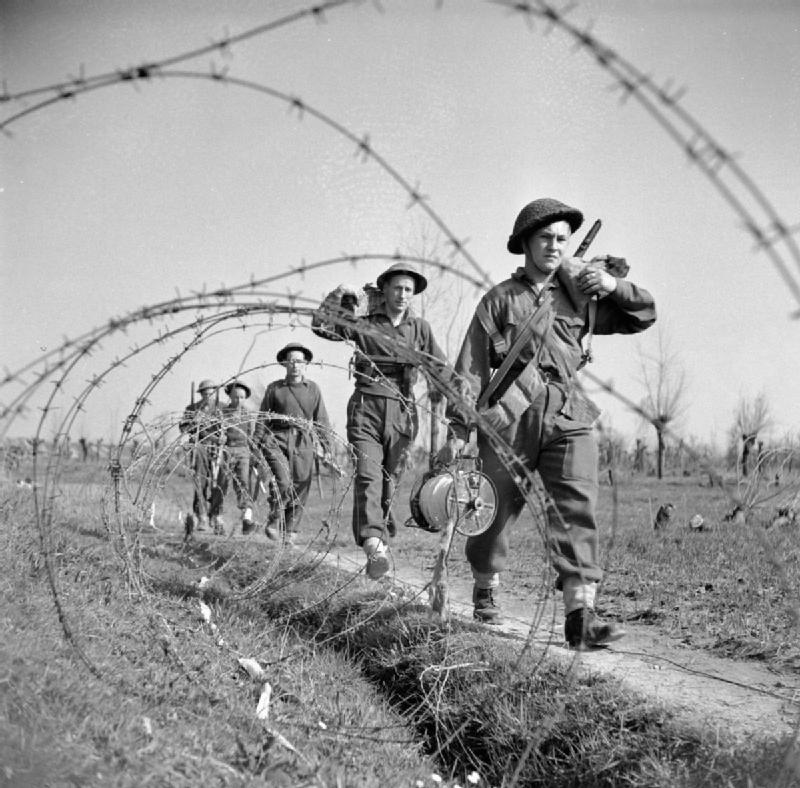
Солдаты 2-го батальона Лондонских ирландских стрелков обходят заграждения из колючей проволоки перед атакой на немецкие позиции. Река Сенио, Италия, 22 марта 1945 года

2-й батальон входил в 38-ю Ирландскую пехотную бригаду 6-й бронетанковой дивизии, позже числился в составе элитной британской 78-й пехотной дивизии. Воевал с ноября 1942 по май 1945 года в Тунисе и Италии. Отличился в боях за Бу-Арада, Айдус, Чентурипе, Термоли, реку Сангро, долину Лири, Тразимено, Монте-Спадуро и ущелье Арджента. В послевоенные годы нёс гарнизонную службу в зоне британской оккупации Австрии. В конце войны участвовал в Северо-Итальянской операции, батальоном командовал подполковник Хампфри Эдгар Николсон Бредин.

### Послевоенные годы
После войны Лондонские ирландские стрелки продолжили службу уже как батальон Королевских ольстерских стрелков. В 1967 году после роспуска Лондонского полка три ирландских регулярных пехотных полка были преобразованы в полк Королевских ирландских рейнджеров, а Лондонские ирландские стрелки стали ротой 4-го батальона этого полка, оставаясь там вплоть до восстановления Лондонского полка в 1993 году. Лондонские ирландские стрелки участвовали в миссиях в Боснии, Косово, Ираке, Афганистане и на Кипре. Во время Иракской войны (операция «Телик» как собирательное название участия британских войск в войне) рота Лондонских ирландских стрелков внесла свой вклад в образование Кембрийской роты (операция «Телик 3») и Месенской роты (операция «Телик 4»), которыми командовали офицеры Лондонских ирландских стрелков. Также рота ирландцев участвовала в кампании в Афганистане с Соммской ротой в 2007 году (операция «Херрик 7»), Амьенской ротой в 2010 году (операция «Херрик 12») и Аррасской ротой в 2011 году (операция «Херрик 13»). До 2000 года базой Лондонских ирландцев была штаб-квартира герцога Йоркского в лондонском районе Челси, с 2000 года штаб находится на Флодден-роуд в Кэмберуэлле.

## Воинские почести
По британским традициям, воинские почести присваиваются тем частям, которые проявили себя в различных боях, и представляют собой нанесение символического названия сражения на штандарт полка. Лондонским ирландским стрелкам присвоены следующие почести:
- Second Boer War: South Africa 1900-02
- First World War:  Festubert 1915, Loos, Somme 1916 '18, Flers-Courcelette, Morval, Messines 1917, Ypres 1917, Langemarck 1917, Cambrai 1917, St. Quentin, Bapaume 1918, Ancre 1918, Albert 1918, Pursuit to Mons, France and Flanders 1915-18, Doiran 1917, Macedonia 1916-17, Gaza, El Mughar, Nebi Samwil, Jerusalem, Jericho, Jordan, Palestine 1917-18
- Second World War:  Bou Arada, El Hadjeba, Stuka Farm, Heidous, North Africa 1942-43, Lentini, Simeto Bridgehead, Adrano, Centuripe, Salso Crossing, Simeto Crossing, Malleto, Pursuit to Messina, Sicily 1943, Termoli, Trigno, Sangro, Fossacesia, Teano, Monte Camino, Calabritto, Carigliano Crossing, Damiano, Anzio, Carroceto, Cassino II, Casa Sinagogga, Liri Valley, Trasimene Line, Sanfatucchio, Coriano, Croce, Senio Floodbank, Rimini Line, Ceriano Ridge, Monte Spaduro, Monte Grande, Valli di Commacchio, Argenta Gap, Italy 1943-45